# Verdet

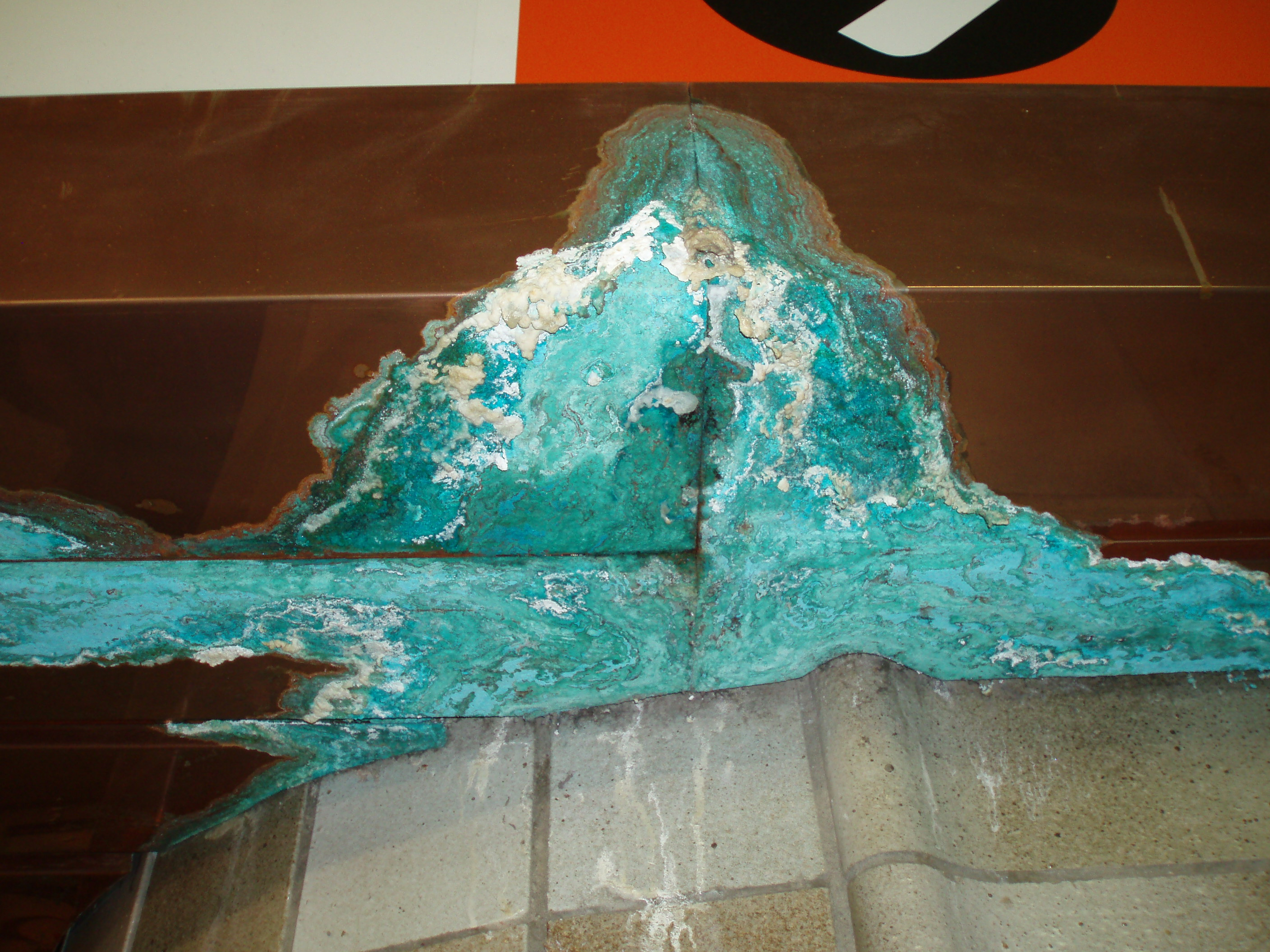
verdet al metro de Praga.

El verdet o llepó és una pàtina verinosa de color verdós o blavós que es forma sobre superfícies de coure o d'algun dels seus aliatges, com el bronze o el llautó. Aquesta pàtina sol ser una barreja d'acetats de coure, principalment acetat de coure (II), Cu (CH₃COO)₂, amb òxids i hidròxids de coure.
Altres pàtines similars que de vegades també s'anomenen verdet, es corresponen a carbonats, habitualment carbonat de coure o carbonat bàsic de coure.

## Propietats químiques
El verdet produït per acetat de coure, habitualment és el resultat de l'acció de l'àcid acètic sobre coure, llautó o bronze, especialment sobre òxids de coure que apareixen per la corrosió de la superfície. El coure, en presència de llum i aire, pot oxidar formant un òxid de coure (II), estable i de color marró.
L'acetat de coure (II) és soluble en alcohol i aigua, i lleugerament soluble en èter i glicerol. Es fon a 115 °C i s'evapora a 240 °C. Pot ser preparat per reacció entre òxid de coure (II), CuO, o carbonat de coure (II), CuCO₃, amb àcid acètic, CH₃COO H i amb òxids de coure.
2CH₃COOH+CuO →  Cu(CH₃COO)₂+H₂O

## Propietats biològiques
El verdet és verinós i s'aprofita aquesta característica per a fer-lo servir com fungicida.

## Aplicació en pintura
Fins al segle xix, el verdet o verdigris va ser el pigment verd més 'vibrant' disponible i va ser utilitzat habitualment com a pigment en l'art. El verdet és molt lluminós en la pintura a l'oli, però, la seva lluminositat i resistència a l'aire és molt baixa en altres mitjans.
El verdet és un pigment voluble que requereix una preparació especial, una acurada aplicació i una immediata impermeabilització amb vernís per evitar la ràpida decoloració (però no en el cas de la pintura a l'oli). El verdet té la curiosa propietat en la pintura a l'oli de ser inicialment verd-blavós i després canviar a un to més verdós en el transcurs d'un mes aproximadament, aconseguint una tonalitat verda estable. El verdigris va caure en desús quan els artistes van començar a optar per altres pigments verds més estables que van començar a estar disponibles al mercat.